# Grace Wahba
Grace Wahba (3 agosto 1934) è una statistica statunitense.
Autrice di contributi seminali nella teoria di lisciamento di dati soggetti a rumore, che trovano applicazioni in diversi settori di matematica applicata, ha sviluppato la convalida incrociata generalizzata e ha definito il problema di Wahba.

## Biografia
Interessata alla scienza fin da una giovane età, Grace Wahba conseguì un bachelor presso l'Università Cornell nel 1956 e un master presso l'Università del Maryland, College Park nel 1962. Lavorò nell'industria per diversi anni, prima di conseguire un dottorato presso l'Università di Stanford nel 1966 sotto la supervisione di Emanuel Parzen, stabilendosi poi presso Madison nel 1967.
Wahba venne eletta presso l'American Academy of Arts and Sciences nel 1997 e presso la National Academy of Sciences nel 2000. Divenne fellow di diverse accademie delle scienze, tra le quali l'American Association for the Advancement of Science, l'American Statistical Association, e l'Institute of Mathematical Statistics. Nel 2007 ricevette un dottorato onorario presso l'Università di Chicago.
Detenne la cattedra di statistica I. J. Schoenberg-Hilldale presso l'Università del Wisconsin-Madison. Si ritirò dall'università nell'agosto 2018.

## Premi

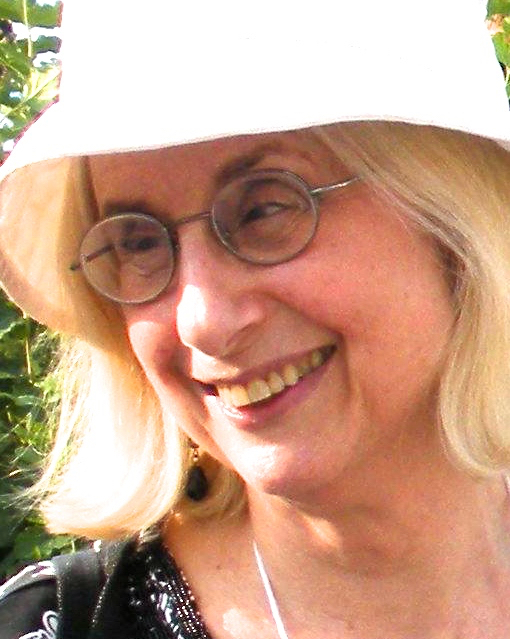
Grace Wahba nel 2010

Tra i riconoscimenti ottenuti da Wahba vi sono
- First Emanuel and Carol Parzen Prize for Statistical Innovation, 1994
- Committee of Presidents of Statistical Societies Elizabeth Scott Award, 1996[8]
- Gottfried E. Noether Senior Researcher Award, Joint Statistics Meetings, agosto 2009
- R. A. Fisher Lectureship, COPSS, agosto 2014[8]

Nel 2021, l'Institute of Mathematical Statistics istituì l'IMS Grace Wahba Award and Lecture in suo onore.